# Jiří Stavovčík
Jiří Stavovčík (* 11. května 1971 Banská Bystrica) je výtvarník a akademik a v letech 2021 až 2025 prorektor Univerzity Palackého v Olomouci. V letech 2019 až 2021 byl proděkanem Fakulty zdravotnických věd Univerzity Palackého v Olomouci. Ve své tvorbě se kromě figurativní kresby zaměřil na ztvárnění soužití lidí a měst. Na Univerzitě Palackého v Olomouci působil od roku 2018 do roku 2025.

## Život
Vyrůstal v Havaně na Kubě a v Olomouci, kde studoval kresbu a malbu u olomouckého malíře dr. Petra Exlera. Od roku 1989 studoval na Univerzitě Palackého v Olomouci, kde v roce 1994 získal stipendium na Moravian College v USA na programu založeném panem Charlesem E. Merrillem.
Na Moravian College nejprve získal MBA (1997) a později BA v účetnictví (2003). V malbě a kresbě pokračoval ve Fleisher Art Memorial ve Filadelfii a v Spring Studiu u Minervy Durham v New Yorku, kde měl svoji výstavu v roce 2012.
Od roku 2006 podepisuje svá díla jako IURRO. V roce 2010 vytvořil sérii pěti obrazů na zakázku US Steel Corporation ve Washingtonu. Angažoval se rovněž v krajanských sdruženích v USA. V letech 2016 až 2017 byl prvním viceprezidentem Společnosti pro vědu a umění v administrativě profesora Igora Lukeše.